# インターナショナル・バスケットボール・リーグ
インターナショナル・バスケットボール・リーグ（International Basketball League）は、アメリカ合衆国の男子バスケットボールの独立リーグ（セミプロリーグ）。略称IBL。2004年にミカル・ドゥイリオによって設立され、北米を中心に18チームまで拡大した。

## 解散時の所属チーム

### インターナショナル・カンファレンス
| チーム名                               | ホームタウン             | 創設年 |
| -------------------------------------- | ------------------------ | ------ |
| ベリンハム・スラム                     | ワシントン州ベリンハム   | 2005   |
| テキサス・ローンスター・ストライカーズ | テキサス州コンロー       | 2013   |
| オリンピア・レイン                     | ワシントン州オリンピア   | 2008   |
| ポートランド・チヌークス               | オレゴン州ビーバートン   | 2009   |
| セイラム・セイバーズ                   | オレゴン州セイラム       | 2013   |
| シアトル・フライト                     | ワシントン州シアトル     | 2013   |
| バンクーバー・ボルケーノズ             | ワシントン州バンクーバー | 2005   |

### コンチネンタル・カンファレンス
| チーム名                           | ホームタウン                   | 創設年 |
| ---------------------------------- | ------------------------------ | ------ |
| ハリウッド・シューティング・スター | カリフォルニア州ハリウッド     | 2012   |
| ロサンゼルス・チーム・マクリーム   | カリフォルニア州ロサンゼルス   | 2014   |
| マリブ・ビーチドッグス             | カリフォルニア州マリブ         | 2014   |
| サンタバーバラ・ブレイカーズ       | カリフォルニア州サンタバーバラ | 2006   |
| サンタモニカ・ジャンプ             | カリフォルニア州サンタモニカ   | 2012   |
| ヴェニスビーチ・ウォリアーズ       | カリフォルニア州ヴェニスビーチ | 2013   |

## 活動休止チーム
- エルジン・レイサーズ（エルジン）(2005-2008,2010より復帰)
- ゲーリー・スティールヘッズ（ゲーリー）(2000-2008,2010より復帰)

## 他リーグへ移転したチーム
- バトルクリーク・ナイツ
- 陝西キリンズ

## 消滅したチーム
- Akron Lightning(2005)
- Aurora Cavalry(2006)
- Cedar Valley Jaguars(2005-2006)
- Des Moines Heat(2005)
- Detroit Pros(2005)
- Lansing Capitals(2006)
- Lake County Lakers (2006)
- Macomb County Mustangs(2005-2006)
- Mahoning Valley Wildcats(2005)
- Oakland Slammers(2005-2006)
- Tacoma Thunder (2005-2006)
- Tri City Ballers (2005-2006) (were going to play in 2007 as Tri Valley Titans)
- West Virginia Wild (2006)
- エルクハート・エクスプレス(2006-2008)
- エドモントン・チル(2008)
- ジャズ・オブ・タコマ(2007)
- ラスベガス・スターズ(2007-2008)
- ポートランド・チヌークス(2005-2008)

## 歴代優勝チーム
| Year   | Champion                   | Score           | Runner-Up                  |
| ------ | -------------------------- | --------------- | -------------------------- |
| 2005   | バトルクリーク・ナイツ     | 124-121         | Dayton Jets                |
| 2006   | エルクハート・エクスプレス | 119-108 (OT)    | Columbus Cyclones          |
| 2007   | エルクハート・エクスプレス | 113-109         | ポートランド・チヌークス   |
| 2008   | ベリンハム・スラム         | 118-111         | エルクハート・エクスプレス |
| 2009   | ロサンゼルス・ライトニング | 2-1 (best-of 3) | オレゴン・ウェーブス       |
| 2010夏 | オールバニ・レジェンズ     | 126-111         | ベリンハム・スラム         |
| 2010冬 | Kankakee County Soldiers   | 88-87           | Gary Splash                |
| 2011   | バンクーバー・ボルケーノズ | 124-116         | Edmonton Energy            |
| 2012   | ベリンハム・スラム         | 142-109         | ポートランド・チヌークス   |
| 2013   | ベリンハム・スラム         | 117-114         | バンクーバー・ボルケーノズ |
| 2014   | ベリンハム・スラム         | 143-126         | バンクーバー・ボルケーノズ |